# バリー・スパークス
バリー・スパークス（Barry Sparks, 1968年6月20日 - ）は、アメリカ合衆国のミュージシャン、ギタリスト、ベーシスト。オハイオ州ルーカスヴィル生まれ。元ドッケンのベーシスト。現在は、ライオット・オン・マーズのメンバーとしても活動している。

## 来歴
10歳でギターを弾き始めたが、兄ケビンのバンドに参加するためベースに転向。
1994年にイングヴェイ・マルムスティーンのアルバム、ツアーに参加。
1996年にはマイケル・シェンカー・グループのアルバム、ツアーに参加。
2001年からドッケンのメンバーとなり、3枚のアルバムに参加。2009年に同バンドを脱退。
その後は、UFO、スコーピオンズ、テッド・ニュージェントなどのライブにサポートメンバーとして参加している。
2003年にはB'zのツアーにサポート・ベーシストとして参加、その後2008年から再びB'zのサポート・ベーシストを務め、同年からはレコーディングにも参加するようになる。
2015年、元LOUDNESSのボーカリストであるマイク・ヴェセーラと、ロック・バンド「ライオット・オン・マーズ」を結成し、デビュー・アルバムを発表。スペシャルゲストとして稲葉浩志もハーモニカで参加している。

## 人物・エピソード
- ベースを弾き始めた当時は、クリス・スクワイアやゲディー・リーなどに憧れていた。
- B'zのリズム隊として共にしていたシェーン・ガラースとは、イングヴェイ・マルムスティーン、マイケル・シェンカー・グループに共に在籍し、レコーディング及びツアーにも参加した。また、重厚かつ確実なプレイで、リズム隊としての厚い信頼を得ている[1]。
- ステージでは、ヘッドバンギングしたり背中でベースを弾いたりするなど、果敢に動き回る。
- 本人のYouTube・Instagram・Facebookでは、度々日本で津々浦々に出掛ける様子や、5児の父親[2]としての顔も見せる。
- UFOのファンであり、曲を鮮明に覚えていたため、UFOのツアーに参加した際には、マイケル・シェンカーに「バリーの言うことが一番正しいから、バリーの言うことを聞け」と言われた[3]。
- 2010年に、ロンドンで行われたハイ・ヴォルテージ・フェスティバル（英語版）にてUFOのベーシストとして参加した際は、「B'z LIVE-GYM'99 "Brotherhood"」のライブTシャツを着用して演奏した。

## ディスコグラフィー

### ソロ・アルバム
|     | リリース日    | タイトル                | 規格 | レーベル     | 規格品番  |
| 1st | 2000年7月25日 | 幻想紀行 ～森への誘い～ | CD   | ZAIN RECORDS | ZACB-1038 |
| 2nd | 2007年4月25日 | Can't Look Back         | CD   | ZAIN RECORDS | ZACB-9035 |

### イングヴェイ・マルムスティーン
- I Can't Wait（1994年）
- Magnum Opus（1995年）

### マイケル・シェンカー・グループ
- Written in the Sand（1996年）
- The Michael Schenker Story Live（1997年）
- The Unforgiven World Tour（2000年）
- Live in Tokyo 1997（2000年）

### ドッケン
- Long Way Home（2002年）
- Hell to Pay（2004年）
- Lightning Strikes Again（2008年）
- Greatest Hits（2010年）

### B'z

#### シングル
- BURN -フメツノフェイス-（2008年）
- MY LONELY TOWN（2009年）
- さよなら傷だらけの日々よ（2011年）
- Don't Wanna Lie（2011年）
- GO FOR IT, BABY -キオクの山脈-（2012年）
- 有頂天（2015年）
- RED（2015年）
- STARS（2023年）

#### スタジオ・アルバム
- MAGIC（2009年）
- C'mon（2011年）
- EPIC DAY（2015年）
- DINOSAUR（2017年）
- NEW LOVE（2019年）

#### ライブDVD・Blu-ray
- B'z LIVE-GYM 2008 -ACTION-（2008年）
- B'z LIVE-GYM Pleasure 2008 -GLORY DAYS-（2009年）
- B'z LIVE-GYM 2010 "Ain't No Magic" at TOKYO DOME（2010年）
- B'z LIVE-GYM 2011 -C'mon-（2012年）
- B'z LIVE-GYM Pleasure 2013 ENDLESS SUMMER -XXV BEST-（2014年）
- B'z LIVE-GYM 2015 -EPIC NIGHT-（2016年）
- B'z LIVE-GYM 2017-2018 “LIVE DINOSAUR”（2018年）
- B'z LIVE-GYM Pleasure 2018 -HINOTORI- （2019年）